# Caverna dos Cristais

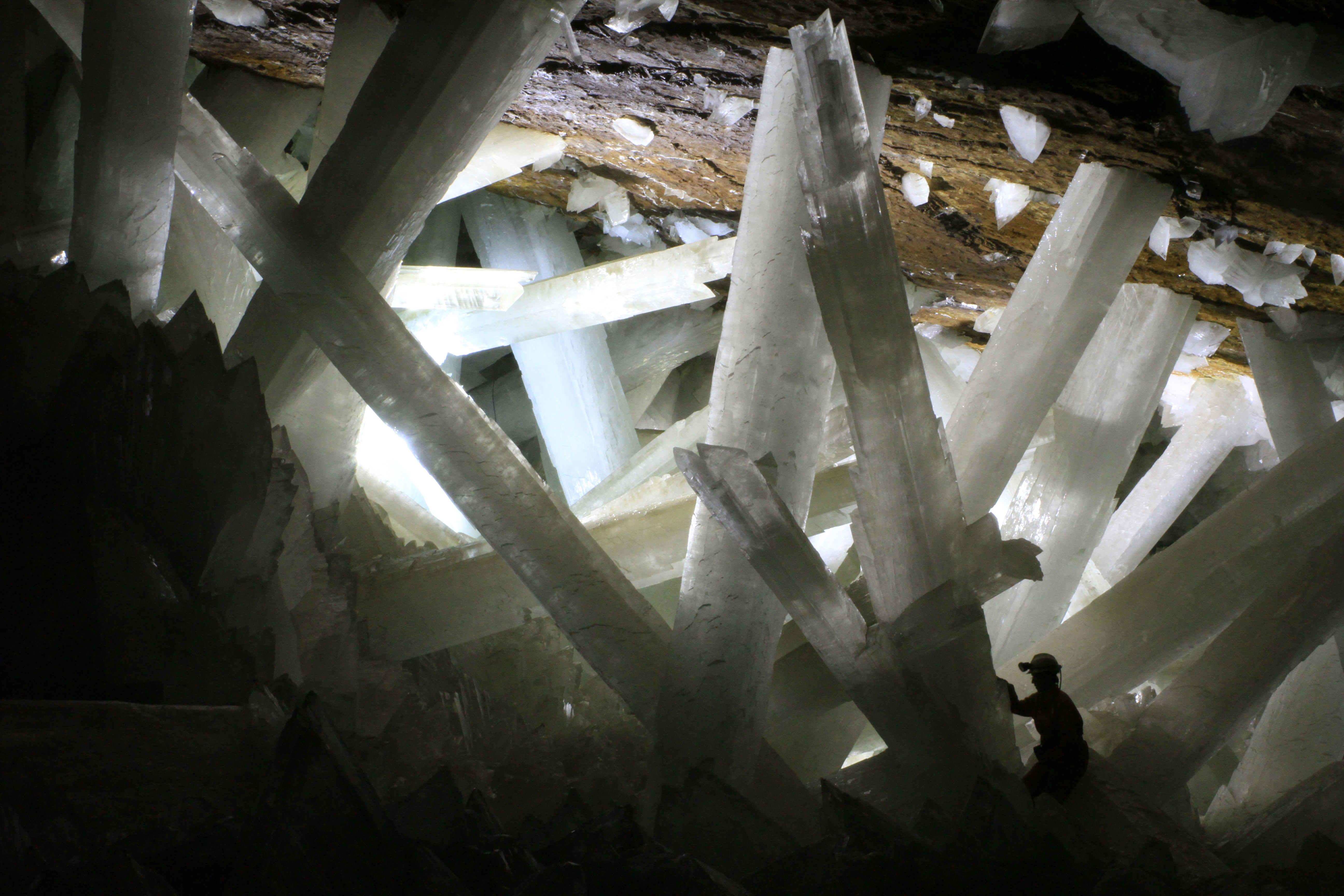
Imagem dos cristais no interior da caverna.

Caverna dos Cristais (em castelhano Cueva de los Cristales) é uma caverna situada na mina de Naica no estado mexicano de Chihuahua. Esta caverna, com dimensões aproximadas de 10 por 30 metros, contém no seu interior cristais gigantes de selenite, alguns dos maiores cristais naturais já encontrados no mundo. O maior cristal tem 11 metros de comprimento(algumas fontes alegam ter 12 metros), 4 metros de diâmetro e pesa cerca de 55 toneladas. O ambiente no interior da caverna é extremamente agressivo, com a temperatura a atingir máximos de 58 °C e 90 a 100 % de humidade.

## Formação dos cristais
A mina de Naica se encontra numa falha por cima de uma câmara de magma, o que gera as condições necessárias para  formação dos cristais. O enorme calor gerado pelo magma aqueceu a água que se encontrava retida nas câmaras, que ficou saturada/impregnada de diversos minerais, nomeadamente Gipsita. Estas câmaras encontraram-se submersas e saturadas de minerais, durante 500.000 anos aproximadamente, durante os quais a água manteve uma temperatura estabilizada de 50 °C, o que permitiu aos cristais crescerem e tomarem dimensões bastante elevadas.

## Descoberta
Em 1910 os trabalhadores descobriram uma câmara abaixo dos trabalhos da mina de Naica, a gruta/caverna das Espadas (es. cueva de las Espadas). Encontra-se a 120 m de profundidade acima da Caverna dos Cristais e contem espetaculares, embora pequenos em dimensão (1 m comprimento), cristais em forma de espada. Crê-se que nesta zona as temperaturas de transição tenham diminuído mais rápido, o que interrompeu o crescimento dos cristais. A câmara com os cristais gigantes foi descoberta em 2000, por trabalhadores que escavam um túnel de ligação. A Caverna dos Cristais tem a forma de U e encontra-se em solo calcário. O seu chão está coberto de incríveis cristais tendo o maior aproximadamente 11 m de comprimento e 4 m diâmetro. As grutas encontram-se acessíveis hoje pois os trabalhadores da mina extraem a água com bombas de água. Se a extração fosse interrompida, as câmaras encheriam-se novamente de água. Duas outras câmaras foram descobertas em 2000, a caverna de Queen’s Eye e a caverna das Velas (Candles's cave) e, em 2009 numa outra escavação, foi descoberta outra câmera, a maior profundidade, a que chamaram Palácio do Gelo/Palácio Gelado (Ice Palace) que fica a 150 m de profundidade e não se encontrava submersa o que não permitiu aos cristais desenvolverem-se. A exploração destas grutas é bastante difícil, por não ser segura uma vez que esta coberta de cristais afiados, mas também devido às condições. A sua temperatura e humidade não permite ao ser humano uma exposição superior a 10 minutos. Como tal cientistas criaram fatos adequados às circunstâncias, com circuitos de arrefecimento ligados a uma mochila de aprox. 20 kg cheia de água gelada e gelo, o que lhes permitiu períodos de aproximadamente 30 minutos de exploração.

## Futuro encerramento
Os exploradores creem na existência de outras camaras, tanto abaixo como em frente da Caverna dos Cristais, entretanto, sua exploração não é viável, uma vez que teriam de destruir os cristais existentes. Ficou estabelecido que mais tarde as câmaras seriam novamente seladas e o nível da água irá assegurar o crescimento dos cristais..